# Glory (film, 1989)
Glory (v anglickém originále Glory) je americký historický film z roku 1989. Režisérem filmu je Edward Zwick. Hlavní role ve filmu ztvárnili Matthew Broderick, Denzel Washington, Morgan Freeman, Cary Elwes a Cliff DeYoung.

## Ocenění
Denzel Washington získal za svou roli v tomto filmu Oscara a Zlatý glóbus. Freddie Francis získal za kameru k tomuto filmu Oscara a nominován byl na cenu BAFTA. Film získal Oscara i v kategorii nejlepší zvuk. Nominován byl dále v kategorii nejlepší výprava a nejlepší střih, dále byl také nominován i na čtyři Zlaté glóby (kategorie nejlepší film-drama, režie, scénář a hudba).

## Obsazení
| Matthew Broderick | Robert Gould Shaw       |
| Denzel Washington | Silas Trip              |
| Morgan Freeman    | John Rawlins            |
| Cary Elwes        | Cabot Forbes            |
| Cliff DeYoung     | James Montgomery        |
| Andre Braugher    | Thomas Searles          |
| Jihmi Kennedy     | Jupiter Sharts          |
| Alan North        | John Albion Andrew      |
| Bob Gunton        | Charles Harrison Harker |
| Jay O. Sanders    | George Crockett Strong  |